# Anantasamakhom-Thronhalle

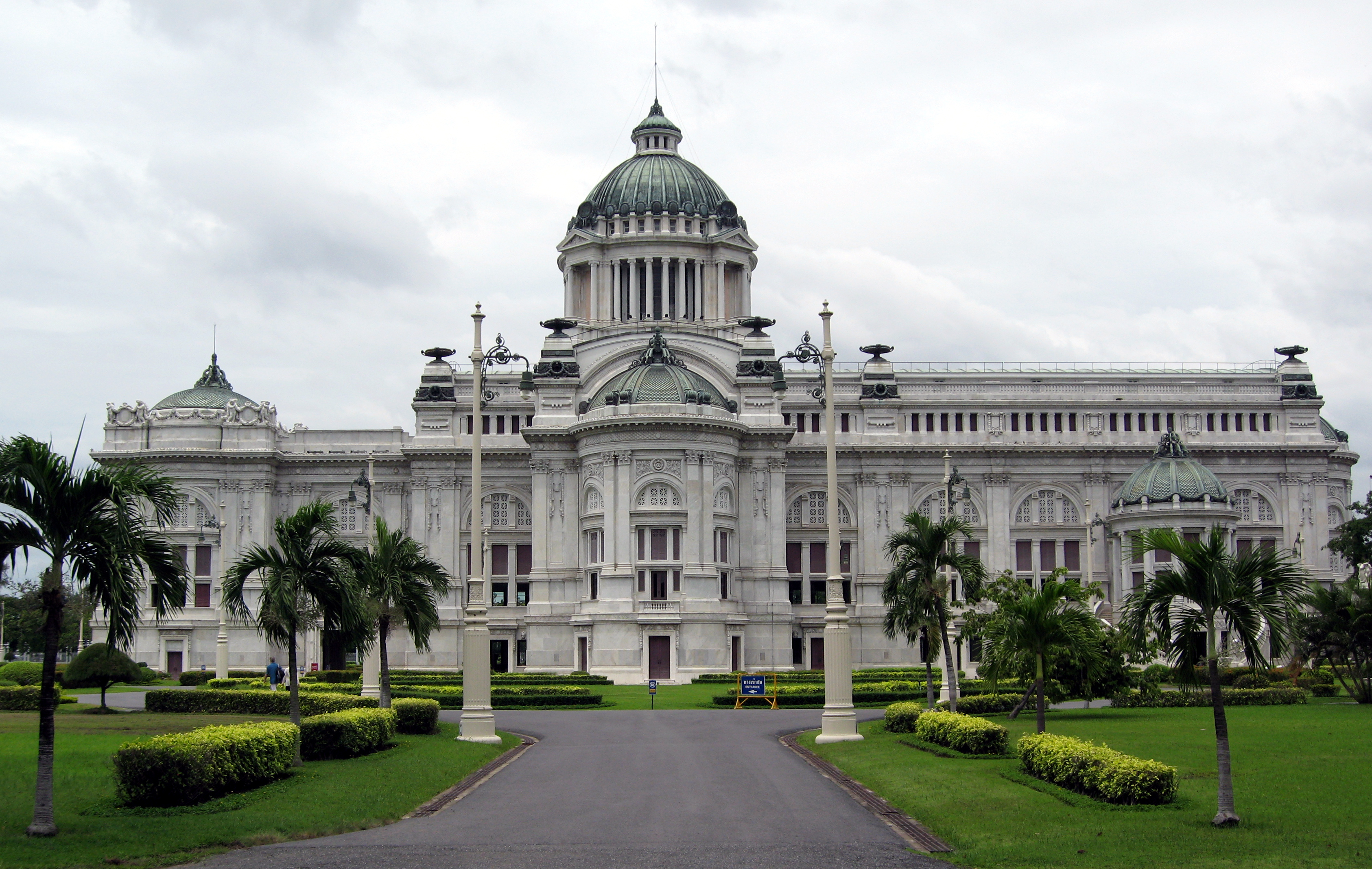
Die Ananta-Samakhom-Thronhalle im Dusit-Park in Bangkok.

Die Anantasamakhom-Thronhalle (Thai พระที่นั่งอนันตสมาคม – Aussprache: [pʰráʔ tʰîː nâŋ ʔàʔnantàʔsàʔmaːkʰom], auch Ananta-Samakhom- oder Ananda-Samakhom-Thronhalle) ist eine Thron- und Empfangshalle im Palast- und Regierungsviertel Dusit in Bangkok. Sie ist Teil des Dusit-Palastes.
Der Bau im Stil der europäischen Renaissance und Neoklassik wurde 1908 von König Chulalongkorn (Rama V.) in Auftrag gegeben, um auch im Dusit-Palast Audienzen wie in der Amarin-Winichai-Thronhalle des Großen Palastes abhalten zu können. Als Namen wählte er „Phra Thi Nang Anantasamakhom“ (Ananta-Samakhom-Thronhalle) nach einer Thronhalle des Großen Palastes, die abgerissen werden musste. Die Grundsteinlegung erfolgte am 19. November 1908 zum 40. Thronjubiläum des Königs. Vollendet wurde die Thronhalle erst 1915 unter Chulalongkorns Nachfolger König Vajiravudh (Rama VI.).
Das Gebäude misst 49,5 Meter in der Breite, 112,5 Meter in der Länge und 47,5 Meter in der Höhe und wird von der großen mittleren Kuppel beherrscht, die Fassade ist mit Carrara-Marmor verkleidet. In der Baukommission waren, neben den zwei thailändischen Bauleitern Chao Phraya Yommaraj (Pan Sukhum) und Phraya Prachakorn Kitvijarn (O Amatayakul), nur italienische Künstler vertreten: die beiden Architekten Mario Tamagno und Annibale Rigotti, der Assistent Carlo Allegri, der Ingenieur E.G. Gallo sowie die beiden Maler Galileo Chini und C. Riguli. Auf den Gemälden im Inneren sind Großtaten der (bis dahin) sechs Herrscher der Chakri-Dynastie dargestellt.
Von der „Siamesischen Revolution“ 1932, die den Übergang zur konstitutionellen Monarchie brachte, bis zur Eröffnung des neuen Parlamentsgebäudes 1970, war die Anantasamakhom-Thronhalle Sitzungsort der thailändischen Nationalversammlung. Seither finden dort immer noch die feierlichen Eröffnungssitzungen einer neuen Legislaturperiode statt.